# Aznalcóllar
Aznalcóllar est une commune située dans la province de Séville de la communauté autonome d’Andalousie en Espagne.

## Administration
| Période                                  | Période | Identité | Étiquette | Qualité |
| ---------------------------------------- | ------- | -------- | --------- | ------- |
| N/A                                      | N/A     | N/A      | N/A       | Maire   |
| Les données manquantes sont à compléter. |         |          |           |         |

## Économie
La commune abrite une mine qui a connu, le 25 avril 1998, un grave accident connu sous le nom de Désastre d'Aznalcóllar. À la suite de la rupture d'une digue de retenues, importantes quantités de déchets acides et chargés de métaux lourds, sulfures et autres toxiques ont pollué le milieu naturel entrainant une catastrophe environnementale.

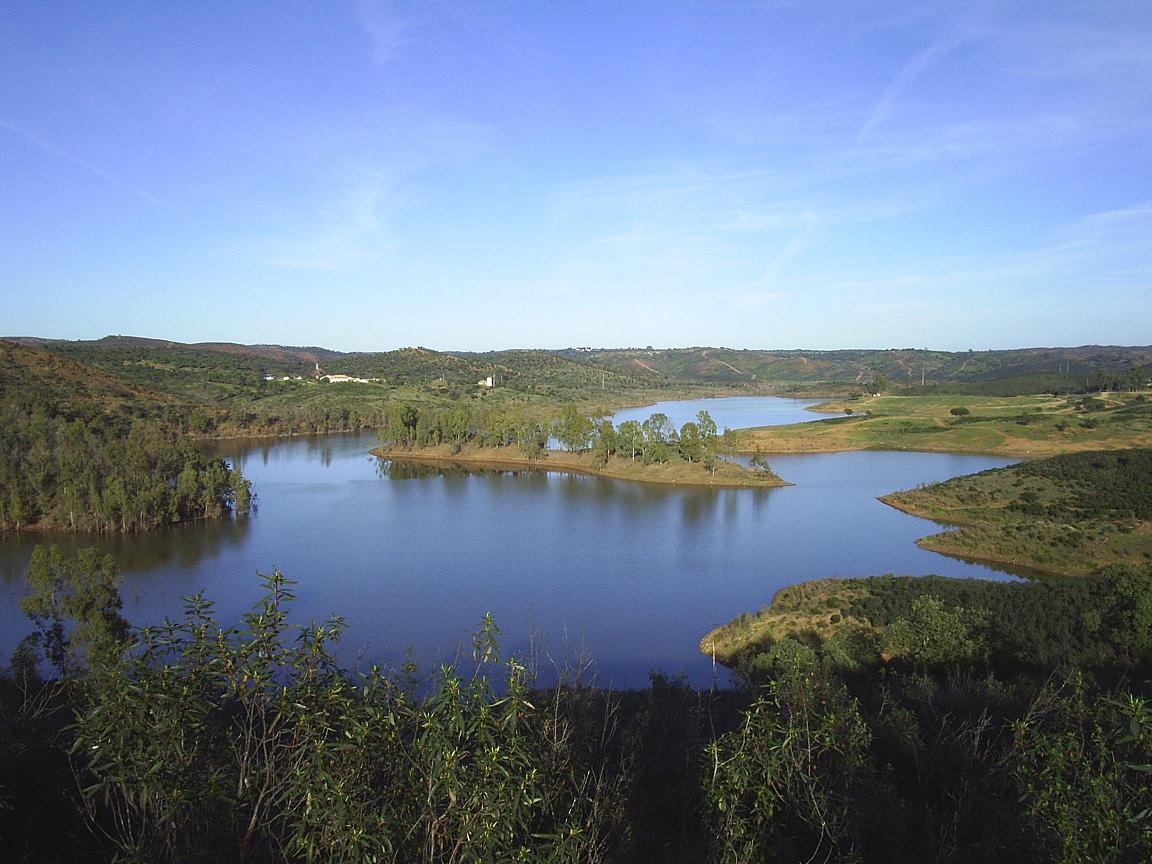
Le Pantano d'Aznalcóllar

## Personnalités liées à la commune
- El Cabrero, chanteur de flamenco
- Luis de Pauloba, matador